# St. Apollonia (Steckenborn)

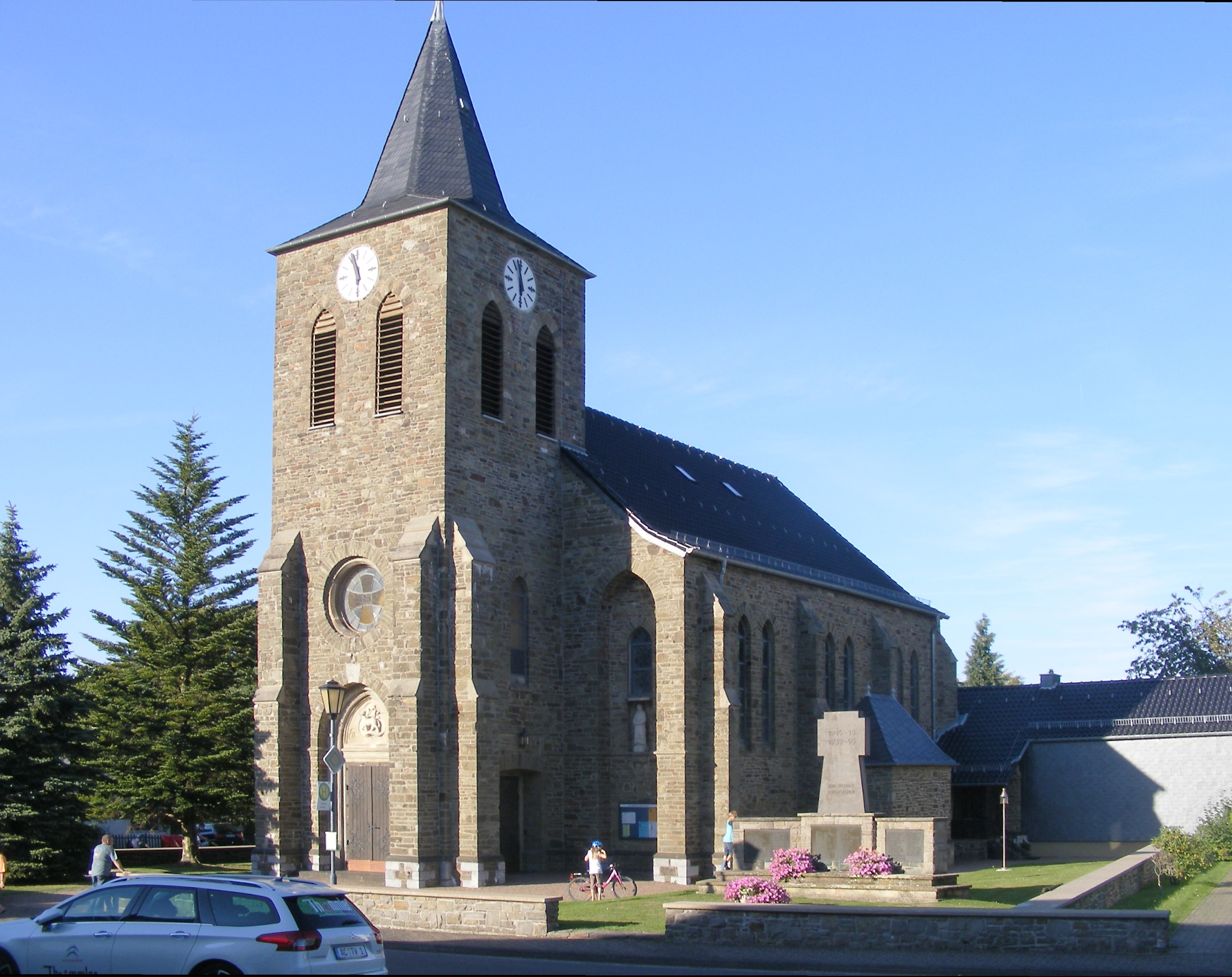
St. Apollonia in Steckenborn

St. Apollonia ist die römisch-katholische Pfarrkirche des Simmerather Ortsteils Steckenborn in der Städteregion Aachen in Nordrhein-Westfalen.
Die Kirche ist der hl. Apollonia von Alexandria, einer frühchristlichen Märtyrerin geweiht und unter Nummer 70 in die Liste der Baudenkmäler in Simmerath eingetragen. Zur Pfarre gehört auch Hechelscheid. 

## Lage
Die Pfarrkirche befindet sich in der Ortsmitte von Steckenborn an der Einmündung der Straße Auf der Höhe in die Straße In Steckenborn (L 128). Vor der Kirche befindet sich ein Gasthof und hinter der Kirche das Jugendheim. 

## Geschichte
Steckenborn gehörte seit dem Mittelalter zur Pfarre Simmerath. Ende des 17. Jahrhunderts wünschten sich die Bewohner von Steckenborn ein eigenes Gotteshaus, denn bis dahin verfügte der Ort über keine eigene Kirche. Der damalige Simmerather Pfarrer Peter Richartz unterstützte dieses Vorhaben. Durch die Stiftung eines Grundstücks durch die Eheleute Maria und Peter Gerards war die Grundlage für einen Kirchenbau geschaffen. So wurde bis zum Jahr 1702 die erste Kirche von Steckenborn errichtet, die nun Filialkirche der Simmerather Pfarre war. 1705 erhielt der Ort auch einen eigenen Vikar.
Während der Neuorganisation der Pfarren und Bistümer in der Franzosenzeit wurde Steckenborn 1804 von Simmerath abgetrennt und zur eigenständigen Pfarrei erhoben. Diese Pfarre wurde dem neu gegründeten Bistum Aachen zugeteilt. Da dieses Bistum 1825 bereits wieder aufgelöst wurde, kam die Pfarre wieder an das Erzbistum Köln. Seit der Wiedergründung des Bistums Aachen gehört Steckenborn nun seit 1930 wieder zu dieser Diözese.

## Baugeschichte

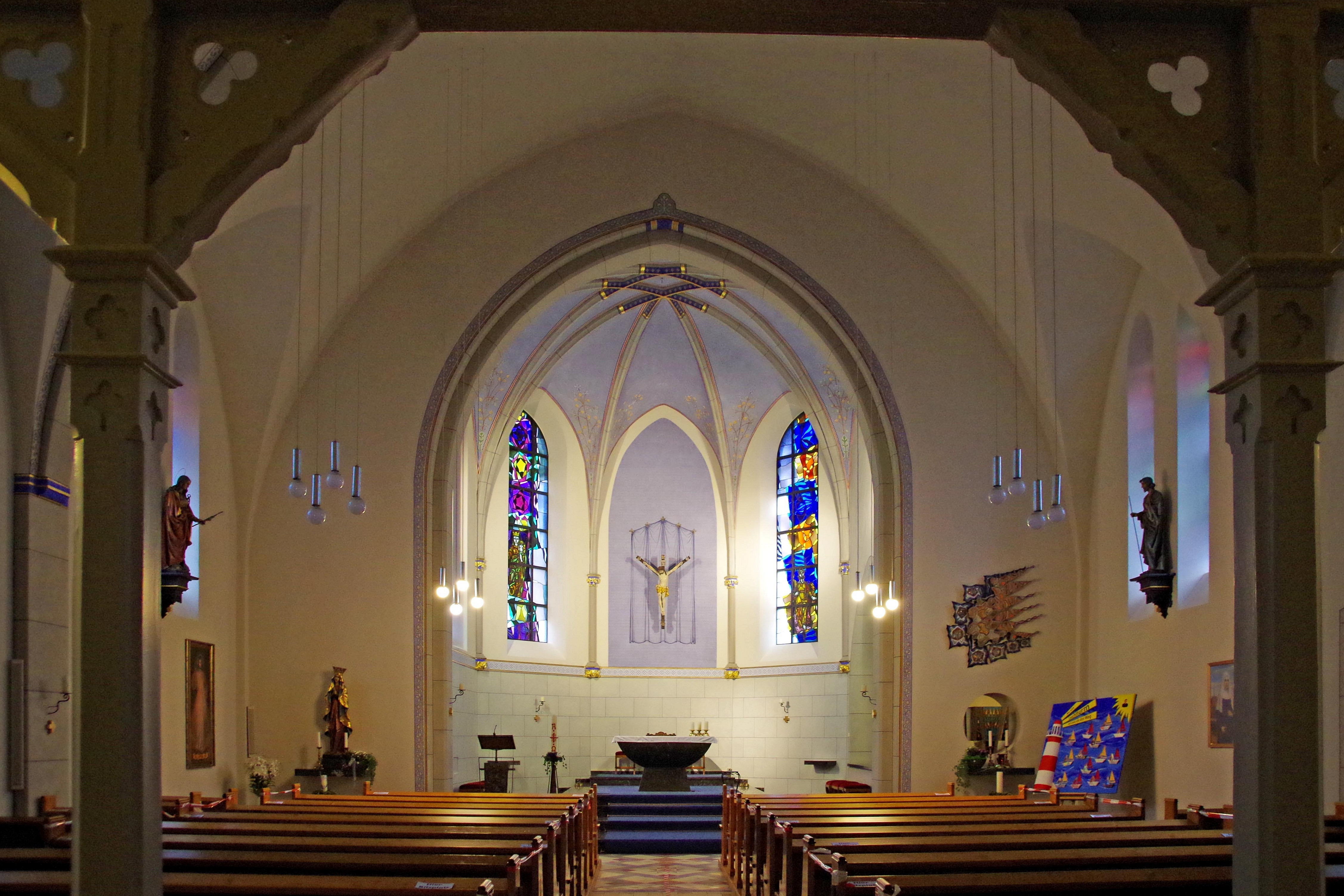
St. Apollonia, Innenraum
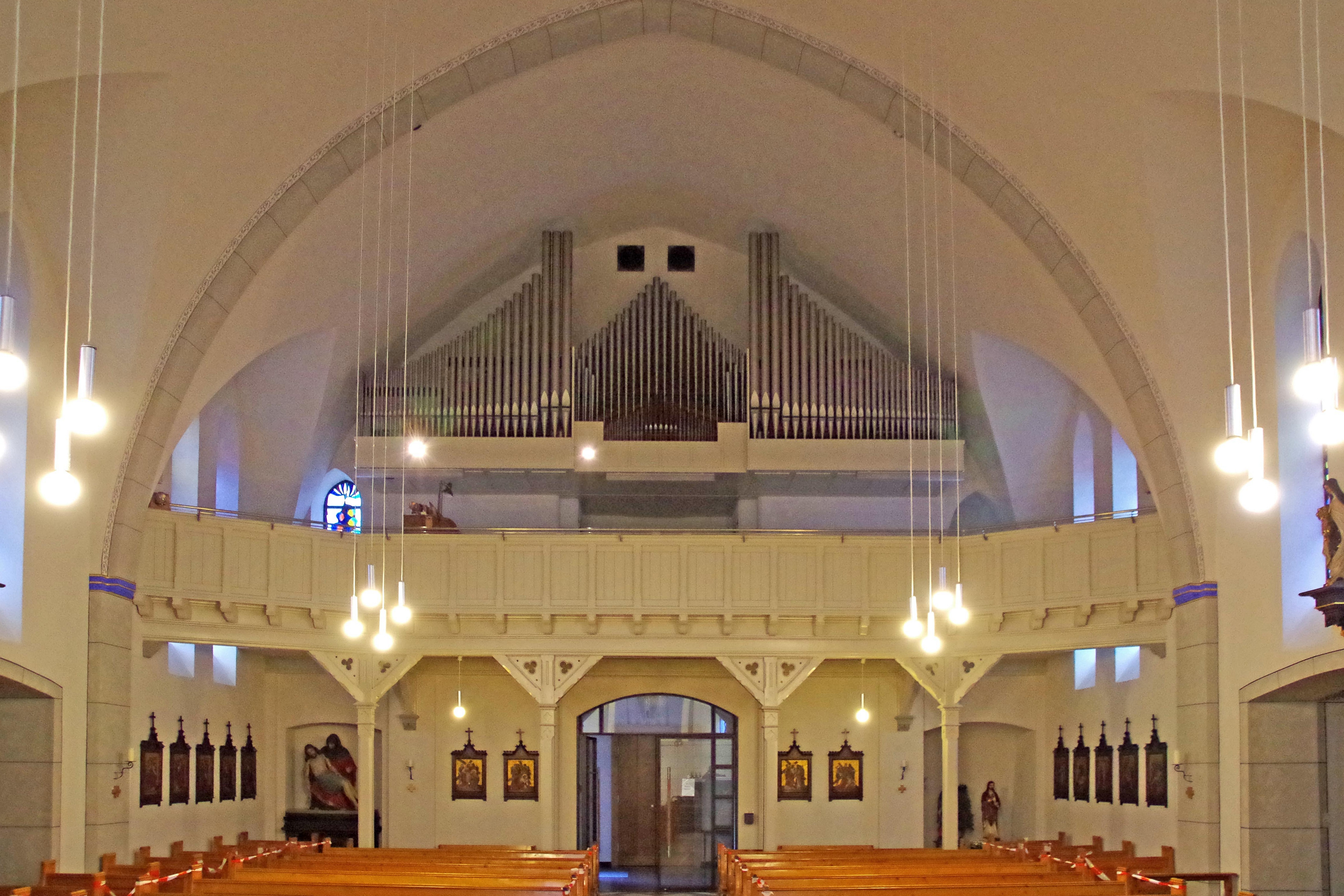
Innenraum mit Blick zur Orgelempore

Die zwischen 1700 und 1702 fertiggestellte erste Kirche von Steckenborn entwarf der einheimische Baumeister Hubert Nießen. Das Gotteshaus war ein einfacher Saalbau in Formen des Barock und wurde im August 1702 benediziert. Um die Jahrhundertwende zum 20. Jahrhundert wurde diese Kirche zu klein und man beschloss eine neue und größere Kirche auf dem Platz der alten Pfarrkirche zu bauen. 
Die heutige Pfarrkirche wurde von 1905 bis 1906 nach Plänen des Kölner Diözesanbaumeisters Franz Statz im Stil der Neugotik erbaut. Die feierliche Weihe des neuen Gotteshauses erfolgte am 9. Juli 1907. 
Im Zweiten Weltkrieg wurde die Kirche 1944 von deutschen Soldaten gesprengt, dabei stürzten die Dächer ein und die Gewölbe im Kirchenschiff. 1950 und 1951 erfolgte der Wiederaufbau in leicht vereinfachten Formen. Die Dächer wurden niedriger wiederaufgebaut und im Kirchenschiff wurde ein neues Tonnengewölbe eingezogen. Ansonsten blieb der Bau unverändert. Architekt Carl Hermes aus Kesternich leitete den Wiederaufbau. Im Jahr 1963 erhielt die Kirche eine wesentlich größere Sakristei. Die Pläne dazu lieferte Leo Weber aus Kesternich.

## Baubeschreibung
St. Apollonia ist eine einschiffige Saalkirche in drei Jochen mit einem einjochigen und dreiseitig geschlossenen Chor im Osten. Die Fenster sind spitzbogig und der dreigeschossige Glockenturm ist dem Kirchenschiff an der Westseite vorgebaut. Das Kirchenschiff wird von einem spitzen Tonnengewölbe überspannt, der Chor besitzt ein Kreuzrippengewölbe. 

## Ausstattung
Der Altar ist in Form eines Kelches gestaltet und wurde 1968 geschaffen. Der Tabernakel ist eine Arbeit der Kölner Künstlerin Maria Schlicker, ebenfalls 1968. Der Taufstein besteht aus Sandstein und wurde aus der alten Kirche übernommen. Er wurde 1702 geschaffen und der Messingdeckel 1824. Weiterhin befindet sich ein Holzkreuz aus dem Jahr 1856 in der Kirche sowie mehrere bemalte Heiligenfiguren aus Holz. Die Orgel besitzt 19 Register auf einer elektrischen Traktur und wurde von der Aachener Orgelbauanstalt Karl Bach angefertigt. Die Buntglasfenster aus dem Jahr 1970 sind Werke von Heinrich Geuer.

## Glocken

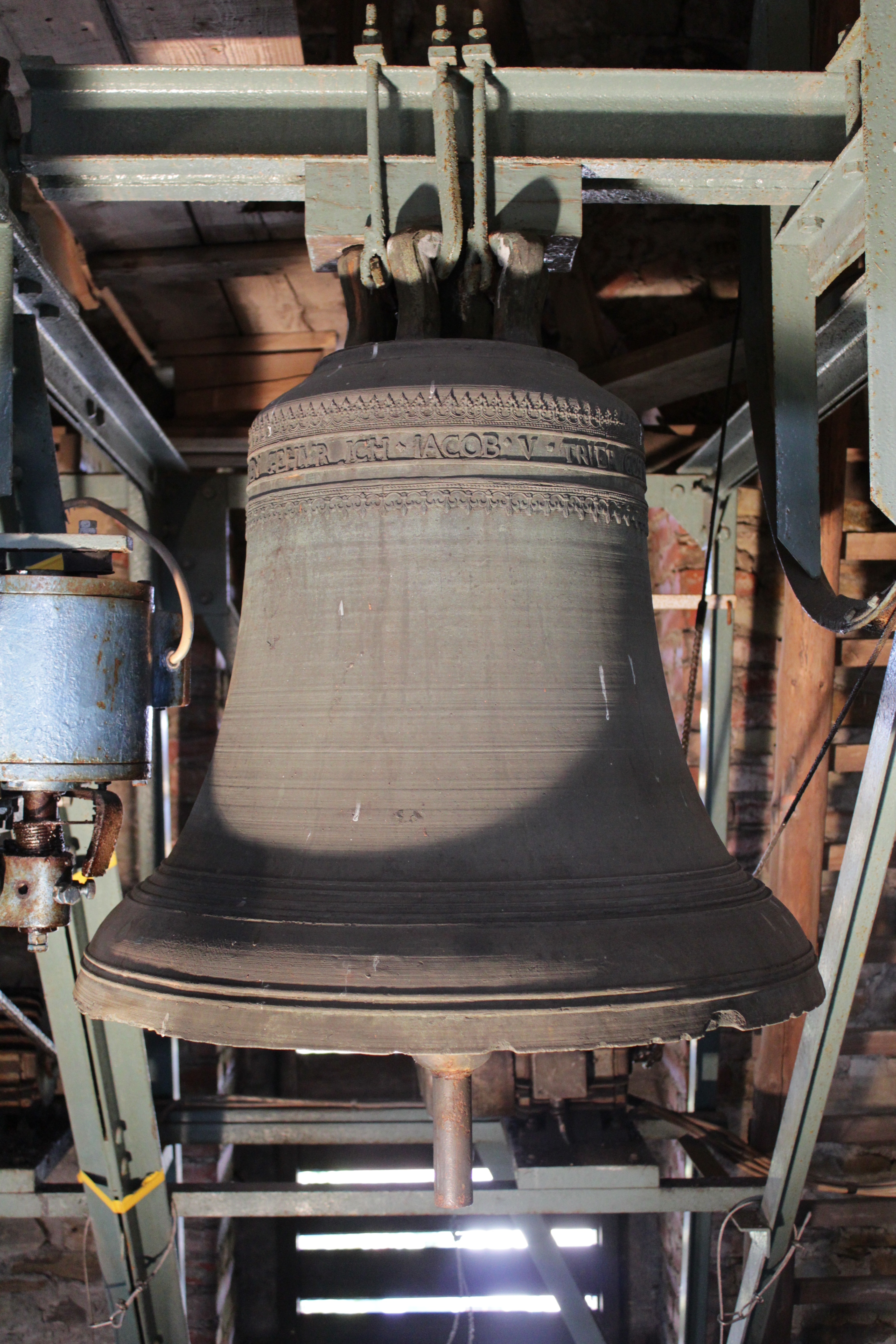
Michaelsglocke aus Wollseifen

Im Glockenturm befindet sich ein dreistimmiges Geläut aus Bronze. Die beiden größeren Glocken wurden von Feldmann & Marschel in Münster 1952 gegossen. Die kleinste Glocke ist ein Werk des Glockengießers Jakob von Trier aus dem Jahr 1652. Sie befand sich bis 1946 in der Pfarrkirche St. Rochus in Wollseifen.
| Nr. | Name    | Durchmesser (mm) | Masse (kg, ca.) | Schlagton (HT-1/16) | Gießer                                                              | Gussjahr |
| 1   | -       | -                | 800             | f1                  | Josef Feldmann und Georg Marschel, Fa. Feldmann & Marschel, Münster | 1952     |
| 2   | -       | -                | 460             | as1                 | Josef Feldmann und Georg Marschel, Fa. Feldmann & Marschel, Münster | 1952     |
| 3   | Michael | 767              | 265             | c2                  | Jacob von Trier                                                     | 1652     |

## Pfarrer
Folgende Pfarrer wirkten bislang in der Pfarrei St. Apollonia als Seelsorger:
| von – bis | Name                 |
| --------- | -------------------- |
| 1928–1944 | Bernhard Freischheim |
| 1944–1953 | Bernhard Schmitz     |
| 1954–1980 | Wilhelm Laufenberg   |
| 1981–1993 | Robert Frings        |
| 1993–2010 | Hermann van Gorp     |
| Seit 2010 | Michael Stoffels     |